# Rio Maciel (São José dos Pinhais)
O rio Maciel  é um curso de água que banha o estado do Paraná. É afluente do rio Pequeno.